# بيلي كلاي
بيلي كلاي (بالإنجليزية: Billy Clay)‏ هو لاعب كرة قدم أمريكية أمريكي، ولد في 28 أبريل 1944 في أكسفورد في الولايات المتحدة.

## وصلات خارجية
- بيلي كلاي على موقع مرجع كرة القدم المحترفة.كوم (الإنجليزية)